# Лук Вавилова
Лук Вавилова (лат. Allium vavilovii) — многолетнее травянистое растение, вид рода Лук (Allium) семейства Луковые (Alliaceae). 

## Этимология
Вид назван в честь ботаника Николая Ивановича Вавилова. 

## Распространение и экология
В природе ареал вида охватывает южные районы Туркменистана и северные районы Ирана.
Произрастает в трещинах скал и на каменистых склонах.

## Ботаническое описание
Луковицы яйцевидно-продолговатые, диаметром 2,5—4 см, с красно-бурыми, кожистыми, цельными оболочками, по 1—2 прикреплены к корневищу. Стебель мощный, высотой 70—90 см, полый, при основании одетый сближенными, гладкими влагалищами листьев.
Листья в числе 7—9, уплощённые, желобчатые, дудчатые, сизые, почти двурядные, отогнутые, шириной 7—15 мм, в несколько раз короче стебля.
Чехол с коротким носиком, приблизительно равный зонтику. Зонтик шаровидный, густой, многоцветковый. Цветоножки между собой равные, в 3—4 раза длиннее околоцветника, при основании с прицветниками. Листочки звездчатого околоцветника белые, с зелёной жилкой, линейно-продолговатые, тупые, равные, длиной около 4 мм. Нити тычинок равны листочкам околоцветника, при самом основании между собой и с околоцветником сросшиеся, шиловидные; пыльники зеленовато-жёлтые. Столбик короче коробочки.
Коробочка почти шаровидная, диаметром около 4 мм.

## Таксономия
Вид Лук Вавилова входит в род Лук (Allium) семейства Луковые (Alliaceae) порядка Спаржецветные (Asparagales).
|  |                                      |  |                                                             |                                                             |                   |  | ещё 24 семейства (согласно Системе APG II) | ещё 24 семейства (согласно Системе APG II) |                     |  |  |  | ещё более 870 видов |
|  |                                      |  |                                                             |                                                             |                   |  | ещё 24 семейства (согласно Системе APG II) | ещё 24 семейства (согласно Системе APG II) |                     |  |  |  | ещё более 870 видов |
|  |                                      |  |                                                             | порядок Спаржецветные                                       |                   |  |                                            |                                            | род Лук             |  |  |  |                     |
|  |                                      |  |                                                             | порядок Спаржецветные                                       |                   |  |                                            |                                            | род Лук             |  |  |  |                     |
|  | отдел Цветковые, или Покрытосеменные |  |                                                             |                                                             | семейство Луковые |  |                                            |                                            | вид Лук Вавилова    |  |  |  |                     |
|  | отдел Цветковые, или Покрытосеменные |  |                                                             |                                                             | семейство Луковые |  |                                            |                                            |                     |  |  |  |                     |
|  |                                      |  | ещё 44 порядка цветковых растений (согласно Системе APG II) | ещё 44 порядка цветковых растений (согласно Системе APG II) |                   |  |                                            | ещё около 300 родов                        | ещё около 300 родов |  |  |  |                     |
|  |                                      |  |                                                             | ещё 44 порядка цветковых растений (согласно Системе APG II) |                   |  |                                            |                                            | ещё около 300 родов |  |  |  |                     |